# Susan George (skådespelare)
Susan George, född 26 juli 1950 i London, är en brittisk skådespelare.
Som tolvåring medverkade Susan George i London-uppsättningen av Sound of Music. Hon var med i en rad populära brittiska och amerikanska filmer i slutet av 1960-talet och början av 1970-talet. Hennes mest kända film är Sam Peckinpahs Straw Dogs (1971), där hon spelade Amy.

## Filmografi (urval)
- 1967 – För ung att dö
- 1969 – Spegelkriget
- 1969 – Twinky
- 1970 – Herre på täppan
- 1971 – Straw Dogs
- 1971 – Skrik Marianne skrik
- 1971 – Den galne hämnaren
- 1972 – J & S: Criminal Story of an Outlaw Couple
- 1973 – Dr. Jekyll and Mr. Hyde
- 1974 – Läskiga Mary, knäppa Larry
- 1975 – Mandingo
- 1975 – Återkomsten
- 1976 – Polishämnaren
- 1977 – Tigerhajarna - havets marodörer
- 1978 – Ingen dag i morgon
- 1981 – Enter the Ninja
- 1982 – The House Where Evil Dwells
- 1983 – Spionen som levde två gånger
- 1985 – Czech Mate
- 1986 – Lightning the White Stallion
- 1988 – Jack the Ripper (TV-serie)
- 1990 – The Castle of Adventure
- 2007 – In Your Dreams
- 2009 – City of Life